# Estación Jacinto Arauz
Jacinto Arauz es una estación ferroviaria ubicada en la localidad del mismo nombre, departamento Hucal, provincia de La Pampa, Argentina.

## Servicios
Es una estación del ramal perteneciente al Ferrocarril General Roca, desde la Estación Nueva Roma hasta la Estación Toay.
No presta servicios de pasajeros, ni de cargas. Sus vías están concesionadas a la empresa de cargas Ferroexpreso Pampeano.

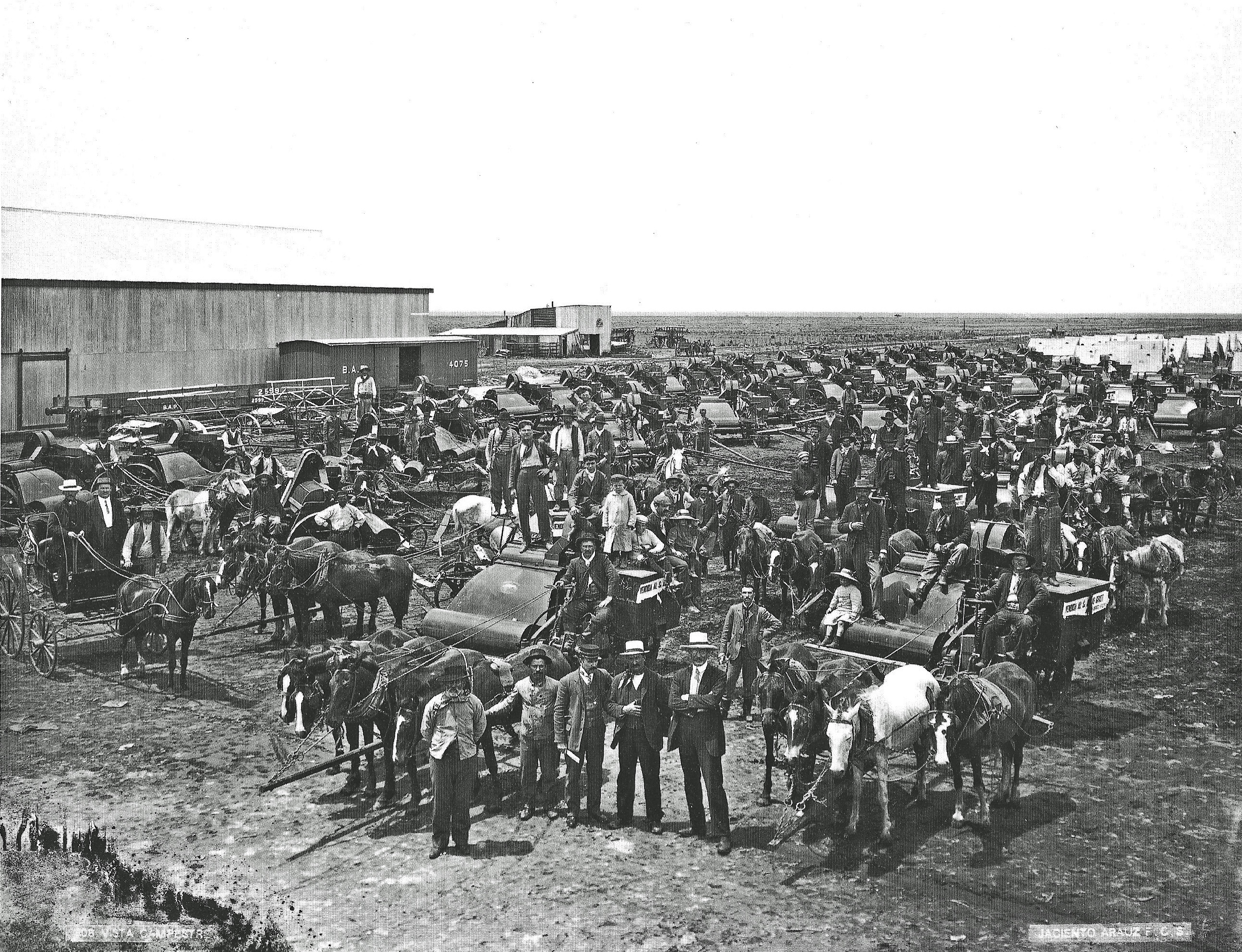
Recepción de maquinaria agrícola en la estación, ca. 1901